# Fernando García Morcillo
Fernando García Morcillo (n. Valdemoro, Madrid, 25 de febrer de 1916 - f. Madrid, 10 de desembre de 2002), compositor, director, arranjador i intèrpret. Les seves obres més conegudes són "María Dolores", "El dedo gordo del pie", "La tuna compostelana" i "Mi vaca lechera", especialment aquesta última, que ha passat a formar part del cançoner popular de parla hispana.
| «                                           | Tengo una vaca lechera, no es una vaca cualquiera, me da leche merengada, ¡ay! que vaca tan salada, tolón, tolón, tolón, tolón. | » |
| — Fernando García Morcillo, Mi vaca lechera | |   |

Membre d'una família de músics (de pare de Villanueva de la Serena i de mare de Don Benito), va cursar estudis de solfeig, piano, trombó, violí, harmonia, composició i adreça d'orquestra en l'Acadèmia de San Miguel i en el Real Conservatori de Música de Madrid, encara que va anar completant la seva formació obrint-se a estils com el jazz, el bolero, la cobla o el boogie. En la dècada de 1940 va ser director de diverses orquestres, així com el director de diversos programes musicals en directe en Ràdio Nacional d'Espanya i Radio Madrid. També va ser durant nou anys director de la casa de discos RCA.
El 1942 comença a dedicar-se a la comèdia musical i la revista, obtenint grans èxits amb obres com "Dos millones para dos", "Zafarrancho", "Oriente y accidente", "Metidos en harina", o "Aquí Leganés" o "La señora es el señor". Des dels anys 50 comença a dedicar-se a compondre per al cinema, sent autor de més de 60 composicions, treballant en multitud d'ocasions amb el director Jesús Franco. També va ser arranjador del disc Forgesound, de Jesús Munárriz i Luis Eduardo Aute.
Artistes com María Dolores Prada, Sara Montiel, Frank Sinatra, o Carmen Sevilla van ser alguns dels intèrprets més destacats de les seves obres. És l'avi de l'expert en drets d'autor David García Aristegui.